# Solomon Birnbaum
Solomon Birnbaum (auch: Salomo, Salomon, Solomon, Schlojme A[scher] Birnbaum, Birnbojm oder: Solomon Ascher) (geboren 24. Dezember 1891 in Wien, Österreich-Ungarn; gestorben 28. Dezember 1989 in Toronto) war ein österreichstämmiger, in Deutschland, Großbritannien und Kanada wirkender Sprachwissenschaftler für die jiddische und hebräische Sprache.

## Leben
Solomon Birnbaum stammte aus einer jüdischen Familie und war der älteste Sohn von Nathan Birnbaum und Rosa Korngut; seine Geschwister waren Menachem Birnbaum und Uriel Birnbaum. Er besuchte ein Gymnasium in Wien und später zwei Klassen in Czernowitz, wo er das Abitur ablegte. 1910 bis 1912 studierte er Architektur in Wien. Birnbaum diente während des Ersten Weltkrieges in der österreichisch-ungarischen Armee. Ab 1918 studierte er Orientalistik an den Universitäten Wien, Zürich, Berlin und Würzburg, wo er promoviert wurde. Von 1922 bis 1933 hatte er den ersten Lehrauftrag für Jiddisch in Westeuropa an der Universität Hamburg inne. Nach der Machtübergabe an die Nationalsozialisten floh Birnbaum mit seiner Gattin Irene Gruenwald, die zeit seines Lebens Birnbaums Mitarbeiterin und die Herausgeberin seiner Werke blieb, und seinen Kindern nach Großbritannien.
Von 1936 bis 1957 war Birnbaum Dozent für Paläographie und Epigraphik des Hebräischen an der School of Oriental and African Studies der University of London. Ab 1938 (ebenfalls bis 1957) lehrte er zudem an der School of Slavonic and East European Studies der Universität Jiddisch (East European Jewish Studies). Während des Zweiten Weltkrieges war Birnbaum zu Übersetzungstätigkeiten für die britischen Behörden freigestellt. 1970 wanderte er nach Toronto, Kanada, aus, um seinen drei Söhnen Jacob (Direktor einer in New York domizilierten Bewegung zugunsten der Juden in der Sowjetunion), David (Architekt in Toronto) und Eleazar (Professor für Turkologie in Toronto) näher zu sein.
1986 wurde ihm die Ehrendoktorwürde der Universität Trier verliehen.

## Schaffen
Birnbaums Schaffen galt einerseits der jiddischen Sprache und andrerseits der hebräischen Schriftgeschichte. Sein Opus magnum ist das zweibändige Werk The Hebrew Scripts, in das auch seine Forschungen zu den zwischen 1947 und 1956 entdeckten Schriftrollen vom Toten Meer eingingen. In der Vorkriegszeit galt sein Hauptinteresse hingegen dem Jiddischen, und als in den 1960er- und 1970er-Jahren in Deutschland und in den Vereinigten Staaten das Interesse an dieser Sprache wieder aufblühte, wandte er sich ihr erneut zu. In seinen Publikationen zur jiddischen Sprache bezog er pointierte Stellung gegen die am YIVO (vor dem Krieg in Wilna, ab 1940 in New York) gepflegte, sich an der Wilner sekulären jüdischen Elite der Zwischenkriegszeit und damit am Nordostjiddischen orientierenden Sprachnormierung. Birnbaum hingegen gehörte dem orthodoxen Judentum an, und er befürwortete ein Jiddisch, das in der Tradition und in den südjiddischen Dialekten – die von drei Vierteln aller Jiddischsprachigen gesprochen wurden – verankert war.

## Schriften (Auswahl)
- Praktische Grammatik der jiddischen Sprache. Wien 1918
  - Grammatik der jiddischen Sprache. Hamburg 1966, 1979, 1984, 1988
- Leben und Worte des Balschemm; 1920
- Das hebräische und aramäische Element in der jiddischen Sprache; 1921 (Dissertation)
- Die jiddische Sprache. In: Germanisch-Romanische Monatsschrift (1923)
- Die Umschrift des Jiddischen. In: Teuthonista (1933)
- The Age of the Yiddish Language. In: Transactions of the Philological Society, London 1939
- Jewish Languages. In: Essays in Honour of the Very Rev. Dr. J. H. Hertz, London 1944 (1942)
- Yiddish Phrase Book. Hrsg. v. The Linguaphone Institute for The Jewish Committee for Relief Abroad, London 1945
- The Cultural Structure of East Ashkenazic Jewry. In: The Slavonic and East European Review, London 1946
- The Verb in the Bukharic Language of Samarkand. In: Archivum Linguisticum 2 (1950/51)
- How old are the Cave Manuscripts? In: Vetus Testamentum (1951)
- The Hebrew Scripts. 2 Bände. Leiden 1954–57, 1971
- Die jiddische Sprache. Hamburg 1974, 1986, 1997
- Yiddish – A Survey and a Grammar. Toronto 1979, 2016
- Zur Geschichte der u-Laute im Jiddischen. In: Zeitschrift für Deutsche Philologie (1981)